# 최용준 (가수)
최용준(1968년 2월 10일 ~ )은 대한민국의 팝 발라드 가수, 작사가, 작곡가, 연기자이다.

## 생애
1989년《아마도 그건》이라는 곡을 통해서 솔로 가수로 첫 데뷔를 하였고 1993년에는 프로젝트 록 음악 밴드 K의 보컬리스트로도 활동하였다. 그로부터 2년 후 1995년 KBS《갈채》를 통해 연기자로도 데뷔하였다.

## 출연작

### 텔레비전 드라마
- 1995년 KBS2 《갈채》

### 텔레비전 예능
- 2015년~2021년 SBS 《불타는 청춘》
- 2020년 MBC 《미스터리 음악쇼 복면가왕》... 삐에로는 우릴 보고 웃지

### 뮤지컬
- 1996년 《아가씨와 건달들》 ... 베니 사우드스트릿 역(남자 조연)

## 인간 관계
- 같은 세대 팝 발라드 가수들인 박정운, 오석준, 조정현, 김민우, 박정수와 절친한 친구 관계이다.

## 학력
- 서울예술전문대학 영화학과 전문학사 (86학번) 졸업

## 주제가
- 《요술천사 피치》오프닝 주제가《전설의 사랑》(MBC, 투니버스) (1996)
- 《갈채》오프닝 주제가 《갈채》(KBS2) (1995)